# Liste des plus hauts bâtiments de Reims
Cette liste fait l’inventaire des plus hauts bâtiments de Reims. Les hauteurs données ci-dessous proviennent du site https://www.pss-archi.eu/villes/FR-51454.html sauf pour la cathédrale où la référence est l'article correspondant.
| Rang | Nom                        | Hauteur (m)                    | Nombre d'étages | Date de construction | Utilisation | Nombre de logements | Illustration | Coordonnées/ Adresse                                                                          |
| ---- | -------------------------- | ------------------------------ | --------------- | -------------------- | ----------- | ------------------- | ------------ | --------------------------------------------------------------------------------------------- |
| 1    | Cathédrale Notre-Dame      | Clocher (tour à l'Ange) : 87 m | Sans objet      | 1211-1345            | Cathédrale  | Sans objet          |              | Place du Cardinal-Luçon 49° 15′ 13″ nord, 4° 01′ 59″ est                                      |
| 2    | Tour des Argonautes        | 51 et 65 m avec la sculpture   | 17              | 1972                 | Logement    | /                   |              | 49° 13′ 36″ nord, 4° 02′ 08″ est 7 place des Argonautes 51100 Reims                           |
| 3    | Tour                       | 57,00                          | 18              | 1968                 | Logement    | /                   |              | 77 Rue de la Maison-Blanche (Reims) 51100 Reims 49° 14′ 10″ nord, 4° 01′ 38″ est              |
| 4    | Tour Franchet d’Esperey    | 59 ,50                         | 18              | 1969                 | Logement    | /                   |              | 49° 14′ 31″ nord, 4° 01′ 00″ est 5 Boulevard Franchet-d'Esperey 51100 Reims                   |
| 5    | Tour du Général Eisenhower | 55,10                          | 17              | 1970                 | Logement    | /                   |              | 49° 14′ 15″ nord, 4° 00′ 20″ est 60 Avenue du Général-Eisenhower 51100 Reims                  |
| 6    | Tour du Tyrol              | 54,00                          | 18              | 1965                 | Logement    | /                   |              | 49° 15′ 14″ nord, 4° 03′ 38″ est 6 allée du Tyrol 51100 Reims                                 |
| 7    | Tour de l'Europe           | 52,00                          | 16              | 1969                 | Logement    | /                   |              | 49° 14′ 57″ nord, 4° 03′ 46″ est 2 galerie des Baléares ou rue de la Méditerranée 51100 Reims |
| 8    | Tour Courlancy             | 52,00                          | 15              | 1967                 | Logement    | /                   |              | 49° 14′ 35″ nord, 4° 01′ 21″ est 143 rue de Courlancy 51100 Reims                             |
| 9    | Tour Antoine Watteau       | 50,00                          | 16              | 1968                 | Logement    | /                   |              | 49° 13′ 35″ nord, 4° 00′ 53″ est 1 allée Antoine Watteau 51100 Reims                          |
| 10   | Tour Saint Thierry         | 50,00                          | 16              | 1965                 | Logement    | /                   |              | 11 Rue de Saint Thierry 51100 Reims 49° 15′ 57″ nord, 4° 01′ 15″ est                          |